# Tyranneau de Mendes
Zimmerius chicomendesi
Espèce
Statut de conservation UICN

 NT  : Quasi menacé
Le Tyranneau de Mendes (Zimmerius chicomendesi) est une espèce de passereaux de la famille des Tyrannidae,,.

## Distribution
Cet oiseau vit dans le centre sud de l'Amazonie brésilienne (entre les ríos Madeira et Aripuanã),,.

## Systématique
Cette espèce est monotypique selon la classification de référence du Congrès ornithologique international (version 9.1, 2019).